# Vesalea
Vesalea là một chi thực vật gồm khoảng 5 loài trong họ Caprifoliaceae. Các loài trong chi này là bản địa Mexico. Trước đây nó được coi là một phần của chi Abelia, nhưng phân tích phát sinh chủng loài phân tử cho thấy nó không tạo thành nhánh chị-em với Abelia nghĩa hẹp ở Đông Á mà tạo thành nhánh chị-em với Linnaea nghĩa hẹp.
Năm 2013, trên cơ sở chứng cứ phát sinh chủng loài phân tử cho thấy nhánh Linnaea là đơn ngành nên Maarten Christenhusz đề xuất mở rộng chi Linnaea để bao gồm tất cả các loài thuộc các chi Abelia (trừ tổ Zabelia), Diabelia, Dipelta, Kolkwitzia và Vesalea. Đề xuất này được một số nguồn thứ cấp chấp nhận, như Plants of the World Online (POWO). Tuy nhiên, điều này bị phần lớn các tài liệu khoa học và thực vật chí sau đó từ chối và các tài liệu này vẫn duy trì các chi truyền thống, trên cơ sở các khác biệt về hình thái, sinh địa lý học và duy trì sự ổn định danh pháp.

## Danh sách loài
- Vesalea coriacea  (Hemsl.) T.Kim & B.Sun ex Landrein, 2010 – Mexico (Nuevo León, San Luis Potosí).
- Vesalea floribunda M.Martens & Galeotti, 1844 – Mexico (Chiapas, Oaxaca, Puebla, Veracruz).
- Vesalea grandifolia (Villarreal) H.F. Wang & Landrein, 2015 – Trung, đông bắc Mexico (Bắc Querétaro, San Luis Potosí).
- Vesalea mexicana (Villarreal) H.F. Wang & Landrein, 2015 – Trung nam Mexico (Oaxaca).
- Vesalea occidentalis (Villarreal) H.F. Wang & Landrein, 2015 – Mexico (Durango).